# Medzany
Medzany es un municipio del distrito de Prešov en la región de Prešov, Eslovaquia, con una población estimada a final del año 2024 de 1095 habitantes.
Se encuentra ubicado en el centro-sur de la región, en el valle del río Torysa (cuenca hidrográfica del río Tisza) y cerca de la frontera con la región de Košice.

## Demografía
| Año        | 1994 | 2004  | 2014     | 2024     |
| ---------- | ---- | ----- | -------- | -------- |
| Población  | 525  | 609   | 815      | 1095     |
| Diferencia |      | +16 % | +33,82 % | +34,35 % |

| Año        | 2023 | 2024    |
| ---------- | ---- | ------- |
| Población  | 1065 | 1095    |
| Diferencia |      | +2,81 % |